# On (canción)
«On» (estilizado en mayúsculas) es una canción de la boy band surcoreana BTS. Fue lanzada a través de Big Hit Entertainment el 21 de febrero de 2020 como el sencillo principal del cuarto álbum de estudio del grupo, Map of the Soul: 7. También se lanzó una versión en colaboración con la cantante australiana Sia, que se incluyó en la versión digital del álbum.

## Antecedentes
Según Big Hit Entertainment, los miembros del grupo organizaron la colaboración con Sia.

## Composición
La canción está escrita en la clave A menor en un tempo de 106 beats por minuto.

## Promoción
El 19 de febrero se anunció que la banda lanzaría un vídeo de 30 segundos del sencillo principal en TikTok, 12 horas antes del lanzamiento oficial de la canción el 21 de febrero.
El día después del lanzamiento de la canción se publicó un vídeo comentario que mostraba la cantidad de trabajo que tanto Kevin McKeown, director de la banda de marcha de la Herb Alpert School of Music de la Universidad de California en Los Ángeles, como Duane Benjamin, director musical, Dedrick Bonner, director de coro, y los miembros de su equipo, tuvieron en la producción de la canción, así como en el álbum. También trató sobre la esencia de la música de BTS para sus oyentes y cuán profundos son sus mensajes Love Yourself y Music for Healing en el mundo actual. 

### Presentaciones en vivo
El grupo presentó la canción en The Tonight Show Starring Jimmy Fallon el 24 de febrero de 2020, en el que se denominó «uno de los episodios de mayor producción» del programa.

## Posicionamiento en listas

### Semanales
| Lista (2020)                                        | Mejor posición |
| --------------------------------------------------- | -------------- |
| Alemania (Official German Charts)                   | 36             |
| Argentina (Argentina Hot 100)                       | 40             |
| Austria (Ö3 Austria Top 40)                         | 23             |
| Australia (ARIA)                                    | 87             |
| Bélgica (Flandes) (Ultratip Bubbling Under)         | 20             |
| Canadá (Hot 100)                                    | 18             |
| Corea del Sur (Gaon)                                | 1              |
| Escocia (Official Charts Company)                   | 3              |
| Estados Unidos (Billboard Hot 100)                  | 4              |
| Estados Unidos (Billboard World Digital Song Sales) | 1              |
| Estados Unidos (Rolling Stone Top 100)              | 7              |
| Francia (SNEP)                                      | 51             |
| Hungría (MAHASZ Single)                             | 1              |
| Hungría (MAHASZ Stream)                             | 16             |
| Irlanda (IRMA)                                      | 22             |
| Japón (Japan Hot 100)                               | 8              |
| Lituania (AGATA)                                    | 18             |
| Nueva Zelanda (Recorded Music NZ)                   | 4              |
| Reino Unido (OCC)                                   | 21             |
| Suecia (Sverigetopplistan)                          | 63             |
| Suiza (Schweizer Hitparade)                         | 27             |

## Ventas y certificaciones
| Corea del Sur (KMCA) | Platino | 100 000 000 |
| Japón (RIAJ)         | Oro     | 50 000 000  |